# Vuurpot
Een vuurpot (ook: vuurmand, vuurkorf of tonterpot) is een voorwerp dat werd gebruikt om de bovenste laag van veengrond in brand te steken om zo vruchtbare grond te verkrijgen voor het verbouwen van boekweit en andere gewassen.
Een vuurpot is een cilindervormige pot voorzien van sleuven die is bevestigd aan een lange stok. De pot was gevuld met brandende turf, hiermee liep men over het te branden perceel, terwijl er gloeiend hete kooltjes door de sleuven vielen. Een vuurkorf is een ijzeren mand die op dezelfde manier werd gebruikt.
Het gloeiende materiaal zorgde ervoor dat de bovenste laag van het veen vlam vatte, waarna er een pikkerige humusachtige laag ontstond die geschikt was voor het verbouwen van gewassen. Deze veenbrandcultuur was een vorm van roofbouw.